# × Orchimantoglossum
× Orchimantoglossum – hybrydowy rodzaj roślin z rodziny storczykowatych (Orchidaceae). Obejmuje 3 gatunki występujące w Europie w takich krajach i regionach jak: Francja, Grecja, Hiszpania, Sardynia. Formuła hybrydowa to Himantoglossum × Orchis.

## Systematyka
Rodzaj sklasyfikowany do podplemienia Orchidinae w plemieniu Orchideae, podrodzina storczykowe (Orchidoideae), rodzina storczykowate (Orchidaceae), rząd szparagowce (Asparagales) w obrębie roślin jednoliściennych.
Wykaz gatunków
- × Orchimantoglossum lacazei (E.G.Camus & A.Camus) Asch. & Graebn.
- × Orchimantoglossum salaminense (Kalop. & Constantin.) ined.
- × Orchimantoglossum terraccianoi (E.G.Camus) B.Bock